# Belmore (Ohio)
Pour les articles homonymes, voir Belmore.
Belmore est un village américain situé dans le comté de Putnam, dans l’Ohio. Selon le recensement de 2010, sa population est de 143 habitants.